# Pudląg
Pudląg (deutsch Paudling) ist ein Ort in der polnischen Woiwodschaft Ermland-Masuren. Er gehört zur Gmina Biskupiec (Stadt-und-Land-Gemeinde Bischofsburg) im Powiat Olsztyński (Kreis Allenstein).

## Geographische Lage
Pudląg liegt in der westlichen Mitte der Woiwodschaft Ermland-Masuren, 28 Kilometer südwestlich der früheren Kreisstadt Rößel (polnisch Reszel) bzw. 32 Kilometer nordöstlich der heutigen Kreismetropole und auch Woiwodschaftshauptstadt Olsztyn (deutsch Allenstein).

## Geschichte
Der um 1785 Paudlung genannte Ort wurde 1397 unter dem ermländischen Bischof Heinrich III. Sorbom gegründet und bestand aus ein paar kleinen Gehöften. Im Jahre 1785 wurde er als königliches Dorf mit sieben Feuerstellen erwähnt, im Jahre 1820 als köllmisches Dorf mit acht Feuerstellen bei 35 Einwohnern.
Als 1874 der Amtsbezirk Raschung (polnisch Rasząg) im ostpreußischen Kreis Rößel gebildet wurde, wurde Paudling einbezogen.
Im Jahre 1885 waren in Paudling 105 Einwohner registriert, im Jahre 1910 waren es 92. Ihre Zahlen änderten sich bis 1933 auf 100 und bis 1939 auf 83.
Das gesamte südliche Ostpreußen kam 1945 in Kriegsfolge zu Polen. Paudling erhielt die polnische Namensform „Pudląg“ und ist heute eine Ortschaft im Verbund der Stadt-und-Land-Gemeinde Biskupiec (Bischofsburg) im Powiat Olsztyński (Kreis Allenstein), von 1975 bis 1998 der Woiwodschaft Olsztyn, seither der Woiwodschaft Ermland-Masuren zugehörig. Im Jahre 2021 zählte Pudląg 86 Einwohner.

## Kirche
Bis 1945 war Paudling in die evangelische Kirche Bischofsburg (polnisch Biskupiec) in der Kirchenprovinz Ostpreußen der Kirche der Altpreußischen Union, außerdem in die römisch-katholische Kirche der Stadt im damaligen Bistum Ermland eingepfarrt.
Heute ist Pudląg kirchlich wie vor 1945 nach Biskupiec ausgerichtet: zur dortigen römisch-katholischen Pfarrei, die jetzt dem Erzbistum Ermland zugehört, und zur evangelischen Kapellengemeinde, die der Kirche Sorkwity (Sorquitten) in der Diözese Masuren der Evangelisch-Augsburgischen Kirche in Polen unterstellt ist.

## Verkehr
Pudląg liegt südöstlich der Stadt Biskupiec und ist über eine Nebenstraße direkt zu erreichen. Eine Bahnanbindung besteht nicht.